# Hampont
Hampont är en kommun i departementet Moselle i regionen Grand Est (tidigare regionen Lorraine) i nordöstra Frankrike. Kommunen ligger i kantonen Château-Salins som tillhör arrondissementet Château-Salins. År 2022 hade Hampont 167 invånare.

## Befolkningsutveckling
Antalet invånare i kommunen Hampont
| Referens: INSEE |

## Personer från Hampont
- Theodor Eicke, SS-Obergruppenführer